# سوختگی آئروسل

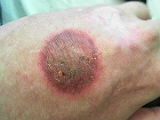
جراحت ناشی از سرمازدگی حاصل آئروسل (خروج سریع هوای سرد)

سوختگی آئروسل (انگلیسی: Aerosol burn) نوعی از جراحت پوستی است که بوسیلهٔ گاز فشردهٔ موجود در یک اسپری آئروسل و با خروج سریع هوای سرد، ایجاد می‌شود. خروج گاز دمای نواحی پوستی مورد تماس خود را به اندازه‌ای کاهش می‌دهد که به سرمازدگی منجر می‌شود. مطالعات پزشکی در این زمینه به‌طور قابل ملاحظه‌ای در جریان است و به عنوان «سرمازدگی» در بیماران کودک و نوجوان شناخته می‌شود.